# Stockholm Knockout Live
Chaos Ridden Years — Stockholm Knockout Live — концертный альбом финской металл группы Children of Bodom, вышедший в 2006 году лейблом Spinefarm Records в виде концертного альбома (на двух CD) под названием Chaos Ridden Years и в виде DVD видео под названием Chaos Ridden Years — Stockholm Knockout Live в октябре 2006 года. Альбом записывался на концерте в Стокгольме (Швеция) и включает себя помимо собственно записи концерта также фотогалерею, семь видеоклипов, видео о создании альбома, историю группы и закулисные съёмки.

## Список композиций
Номера дисков указаны для CD-издания.
Слова и музыка всех песен — (если не указано иначе) — Алекси Лайхо.
| №  | Название                                           | Длительность |
| -- | -------------------------------------------------- | ------------ |
| 1. | «Living Dead Beat»                                 | 4:51         |
| 2. | «Sixpounder»                                       | 4:36         |
| 3. | «Silent Night, Bodom Night» (слова: Кимберли Госс) | 3:40         |
| 4. | «Hate Me!»                                         | 5:36         |
| 5. | «We’re Not Gonna Fall»                             | 3:54         |
| 6. | «Angels Don’t Kill»                                | 5:15         |
| 7. | «Deadbeats I» (соло на ударных)                    | 4:47         |
| 8. | «Bodom After Midnight / Bodom Beach Terror»        | 8:38         |
| 9. | «Follow the Reaper»                                | 5:28         |

| №  | Название                                                 | Длительность |
| -- | -------------------------------------------------------- | ------------ |
| 1. | «Needled 24/7»                                           | 4:27         |
| 2. | «Clash of the Booze Brothers» (соло-битва Алекси и Янне) | 7:35         |
| 3. | «In Your Face»                                           | 5:32         |
| 4. | «Hate Crew Deathroll»                                    | 6:02         |
| 5. | «Are You Dead Yet?»                                      | 4:40         |
| 6. | «Latvala» (гитарное соло в исполнении Роопе Латвала)     | 1:21         |
| 7. | «Lake Bodom»                                             | 4:38         |
| 8. | «Everytime I Die»                                        | 5:23         |
| 9. | «Downfall»                                               | 7:14         |

Материалы только на DVD
- Chaos Ridden Years: The Children of Bodom Documentary (история группы Children of Bodom)
- Making of Stockholm Knockout Live (видео о создании альбома)
- Deleted Scenes (закулисные съёмки)
- Photo Gallery (фотогалерея)
- Видеоклипы:
  - «Are You Dead Yet?»
  - «In Your Face»
  - «Deadnight Warrior»
  - «Everytime I Die»
  - «Downfall»
  - «Sixpounder»
  - «Trashed, Lost & Strungout»

## Участники записи
- Алекси Лайхо — вокал, соло- и ритм-гитара
- Роопе Латвала — ритм-гитара
- Янне Вирман — клавишные
- Хенкка Сеппяля — бас-гитара
- Яска Раатикайнен — ударные

## Позиции в чартах
| Уровни продаж и сертификации |              |                |                   |
| Страна                       | Сертификация | Уровень продаж | Дата сертификации |
| Канада                       | платиновый   | 100 000        | 8 сентября 2009   |
| Финляндия                    | платиновый   | 12 227         | 2007              |

| Чарт                                   | Позиция |
| -------------------------------------- | ------- |
| Финляндия (Suomen virallinen lista)    | 1       |
| Германия (Offizielle Top 100)          | 75      |
| США (Billboard Independent Albums)     | 45      |
| США (Billboard Top Heatseekers Albums) | 37      |